# Фељтон
Фељтон (фр.  — „подлистак”). Већ два века назив жанра који се колеба између књижевности и новинарства, али је, развијајући се делимично задовољио критеријуме и књижевности и новинарства.
Фељтон је:
- У почетку: текст дневног листа претежно књижевног садржаја, касније и приказ дела више уметности и науке, увек у слободној структури и приснијем језику и стилу.
- Мањи чланак или есеј уз неку актуелну тему, али не као дневни извештај већ као текст који проширује знања о правој природи догађаја и појава о којима извештавају дневни репортери, али о темама које ти догађаји или појаве истичу у ред актуелних тема као што су: политички систем, међународни односи (регионални потреси), привреда и економска наука (нарочите теме кризе појединих подсистема), социјална превирања (штрајкови, елементи стандарда, донаторство), „публицистичка проза која покушава да кратким описом захвати и шаролику мрежу духовних односа…” рекао је Д. Славковић.